# Safflorita
La safflorita és un mineral de la classe dels sulfurs que pertany al grup de la löllingita. Va ser anomenada així l'any 1835 per Johann Friedrich August Breithaupt del francès sabre (colorant), perquè es va utilitzar en la fabricació de safflor, un òxid impur de cobalt utilitzat com a pigment.

## Característiques
La safflorita és un arsenur simple de cobalt, anhidre, que cristal·litza en el sistema ortoròmbic. La seva fórmula química és CoAs₂, havent de contenir ferro (Fe) i/o níquel (Ni) reemplaçant cobalt (Co) per a l'estabilització de l'estructura. També pot contenir algunes petites impureses de sofre. És isoestructural amb la marcassita (FeS₂). Es pot confondre amb la skutterudita, la cloantita o amb l'arsenopirita, de les que es diferencia per les reaccions químiques i a través de raigs X. De vegades s'explota per la seva composició en cobalt.
Segons la classificació de Nickel-Strunz, la safflorita pertany a «02.EA: Sulfurs metàl·lics, M:S = 1:2, amb Fe, Co, Ni, PGE, etc.» juntament amb els següents minerals: aurostibita, bambollaita, cattierita, erlichmanita, fukuchilita, geversita, hauerita, insizwaita, krutaita, laurita, penroseita, pirita, sperrylita, trogtalita, vaesita, villamaninita, dzharkenita, gaotaiita, alloclasita, costibita, ferroselita, frohbergita, glaucodot, kullerudita, marcassita, mattagamita, paracostibita, pararammelsbergita, oenita, anduoita, clinosafflorita, löllingita, nisbita, omeiita, paxita, rammelsbergita, seinäjokita, arsenopirita, gudmundita, osarsita, ruarsita, cobaltita, gersdorffita, hol·lingworthita, irarsita, jolliffeita, krutovita, maslovita, michenerita, padmaita, platarsita, testibiopal·ladita, tolovkita, ullmannita, willyamita, changchengita, mayingita, hollingsworthita, kalungaita, milotaita, urvantsevita i rheniita.

## Formació i jaciments
La seva gènesi és hidrotermal de temperatura mitjana. Sol trobar-se associada a altres minerals com: löllingita, skutterudita, niquelina, plata nativa, bismut natiu o rammelsbergita. Els jaciments d'aquest mineral són bastant rars, i es poden trobar a Alemanya, a l'antiga Txecoslovàquia, Canadà, Itàlia, Suècia i Rússia. Als territoris de parla catalana ha estat descrita a la mina Eureka (La Torre de Cabdella, Pallars Jussà) i a la mina Reparadora (Naut Aran, Vall d'Aran).